# Lowell (Arkansas)
Lowell è una città degli Stati Uniti d'America situata nello Stato dell'Arkansas, nella Contea di Benton.